# Gudalur (ort i Indien, Nilgiri)
Gudalur är en ort i Indien.   Den ligger i distriktet Nilgiri och delstaten Tamil Nadu, i den södra delen av landet, 1 900 km söder om huvudstaden New Delhi. Gudalur ligger 918 meter över havet och antalet invånare är 49 535.
Terrängen runt Gudalur är varierad. Runt Gudalur är det ganska tätbefolkat, med 248 invånare per kvadratkilometer. Gudalur är det största samhället i trakten. I omgivningarna runt Gudalur växer i huvudsak städsegrön lövskog.